# Лолита (фильм, 1997)
«Лоли́та» (англ. Lolita) — художественный фильм 1997 года режиссёра Эдриана Лайна, снятый по одноимённому роману Владимира Набокова. Фильм получил в целом положительные оценки критиков, однако вышел в ограниченном прокате.

## Сюжет
В 1947 году 37-летний европейский профессор французского языка Гумберт Гумберт (Джереми Айронс), испытавший в 14-летнем возрасте шок от потери возлюбленной (ровесницы, которая умерла от тифа), переезжает в Новую Англию. Он снимает комнату в доме вдовы Шарлотты Гейз (Мелани Гриффит) и её 12-летней дочери Лолиты (Доминик Суэйн). У Гумберта развиваются чувства к девочке, однако он боится нарушить запрет на половые сношения с несовершеннолетними. Лолита (полностью имя звучит как Долорес) заигрывает с Гумбертом, но сообщает ему, что в него влюблена её мать.
Вскоре это подтверждается: Шарлотта пишет Гумберту, что либо он женится на ней, либо покинет её дом. Гумберт вынужден согласиться: ведь он хочет быть ближе к Лолите. Но речи о какой-либо любви его к Шарлотте не идёт: он тайно подмешивает ей сильнодействующие снотворные, а сам ведёт дневник, в котором откровенно пишет о связи с Шарлоттой, которая ему претит, и которую он терпит, думая о Лолите.
Однажды, во время пребывания Лолиты в летнем лагере, Шарлотта в отсутствие мужа читает его дневник. Когда он приходит, она устраивает истерику, а он пытается убедить её, что это его литературные черновики. Шарлотта в ужасном смятении выбегает из дома, чтобы отправить Лолите в лагерь письма с ужасной правдой о помыслах Гумберта, но погибает под колёсами автомобиля прямо напротив своего дома.
Гумберт остаётся опекуном Долорес. Он едет за ней в лагерь и начинает долгие автомобильные разъезды по стране. Гумберт поначалу всё же не решается притронуться к ней. Но Долорес сама прекрасно догадывается обо всём и достаточно быстро берёт инициативу в свои руки. При этом оказывается, что Гумберт — вовсе не первый её мужчина. Так, она рассказывает ему о своей близости с мальчиком во время отдыха в лагере.
Гумберту постоянно кажется, что их кто-то преследует. Подозрение падает на респектабельного мужчину с собачкой, который пару раз заговаривает с Лолитой. Гумберт начинает подозревать, что она знакома с этим мужчиной. Во время учёбы Лолита добивается разрешения играть в пьесе школьного кружка, автором которой оказывается этот господин — Клэр Куилти (Фрэнк Ланджелла).
Когда Долорес лежит в больнице с гриппом, этот человек, представившись её дядей и заплатив за лечение, забирает её и увозит якобы на ранчо к дедушке. Так Лолита внезапно и надолго исчезает из жизни Гумберта: он устраивает скандал врачам, отпустившим Лолиту с «дядей», потом тщетно пытается их разыскать; вернувшись домой, пьёт и много времени уделяет тренировкам с пистолетом.
Спустя три года он вдруг получает от неё письмо, где она прямо просит денег и сообщает, что вышла замуж и беременна. Гумберт приезжает и разговаривает с ней, пока её муж работает во дворе. Лолита живёт в бедности, но наотрез отказывается от предложения убежать с Гумбертом. Она рассказывает ему, что из больницы ее увез Клэр Куилти, который был единственным мужчиной, которого она любила, что он знал её давно, будучи знакомым её матери, и что увёз он её в свой особняк, где снимал на пленку маленьких девочек и мальчиков - он оказался педофилом и режиссёром порнофильмов, в которых она отказалась сниматься, и тогда он выгнал её. Уйдя от Куилти, Лолита познала скитания и нищету, но сейчас надеется начать новую жизнь с мужчиной не намного старше неё. Гумберт оставляет ей 4000 долларов, спрашивает ее, сможет ли она когда-нибудь простить его, она не отвечает, и он уезжает.
Он замышляет убийство Клэра Куилти. В итоге Гумберт расстреливает Куилти в его собственном доме, причём жертва умирает не сразу, а весь дом и сам убийца оказываются в крови. Гумберт даже не заботится о том, чтобы отмыться от крови, а садится в свой автомобиль и бессмысленно едет, пока его преследуют полицейские. Он останавливается только тогда, когда попадает в окружение коровьего стада, и без сопротивления сдаётся.
Гумберт умирает в тюрьме от коронарного тромбоза 16 ноября 1950 года, а Лолита умирает через несколько недель на Рождество при родах.

## В ролях
- Джереми Айронс — Гумберт Гумберт
- Доминик Суэйн — Лолита (Долорес Гейз)
- Мелани Гриффит — Шарлотта Гейз
- Фрэнк Ланджелла — Клэр Куилти
- Рональд Пикап — отец Гумберта

На роль Лолиты приглашали Натали Портман, но актриса отказалась. Главной героине фильма Лолите по сценарию 12 лет, а актрисе Доминик Суэйн на момент начала съёмок было 15 лет.

## Награды
- 1999 — номинация на премию канала «MTV» в категории лучший поцелуй (Джереми Айронс, Доминик Суэйн).